# Banu Nadir

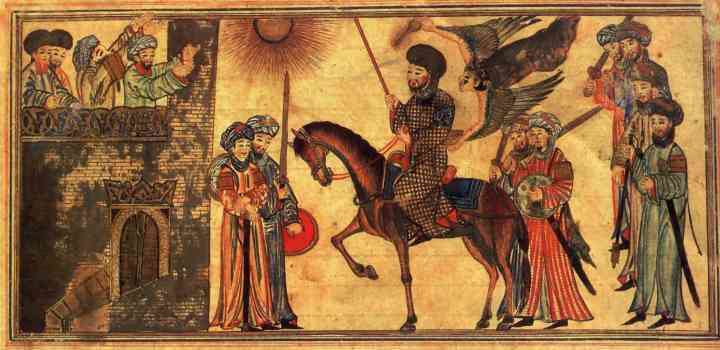
Maomé (no cavalo) recebendo a submissão da tribo judaica Banu Nadir, derrotada por ele em Medina

Banu Nadir (em árabe: بنو النضير) foi uma tribo judaica do oasis de Iatrebe (atualmente conhecido como Medina). A tribo desafiou Maomé como líder de Medina, planejou juntamente com aliados nômades atacar Maomé e, como resultado, acabou sendo expulsa de Medina. Banu Nadir posteriormente planejou a Batalha da Trincheira junto com os coraixitas. Mais tarde participou da Batalha de Caibar.